# Quesa (kommun)
Quesa är en kommun i Spanien.   Den ligger i provinsen Província de València och regionen Valencia, i den östra delen av landet, 290 km sydost om huvudstaden Madrid. Antalet invånare är 735.